# Messejana
Messejana is een plaats (freguesia) in de Portugese gemeente Aljustrel en telt 1 112 inwoners (2001).

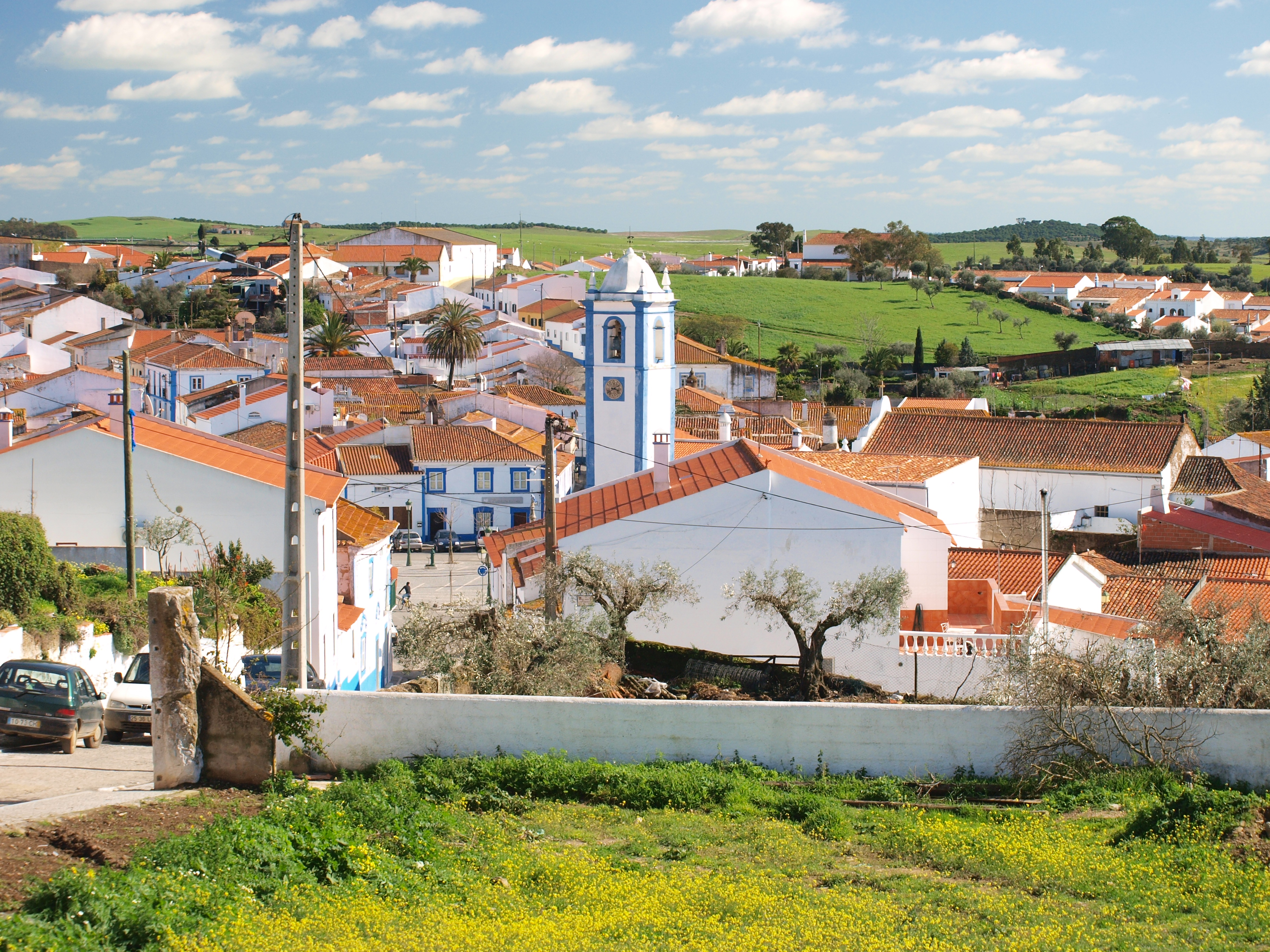
Messejana